# رودريك روز
رودريك روز (بالإنجليزية: Roderick Rose)‏ هو محامي وقاضي وسياسي أمريكي، ولد في 15 مايو 1838، وتوفي في 10 سبتمبر 1903.